# Crotaphatrema bornmuelleri
Crotaphatrema bornmuelleri é uma espécie de gimnofiono da família Scolecomorphidae.
É endémica dos Camarões.
Os seus habitats naturais são: florestas subtropicais ou tropicais húmidas de baixa altitude, plantações, jardins rurais e florestas secundárias altamente degradadas.